# Bożena Gancarz
Bożena Gancarz (z domu Dudek, ur. 23 maja 1968 w Mielcu) – polska pływaczka, siedemnastokrotna Mistrzyni i czterokrotna Rekordzistka Polski.
Jest wychowanką Stali Mielec, z którą rozpoczynała karierę seniorską. Począwszy od lata 1987 startowała w barwach AZS-AWF Warszawa, co związane było z rozpoczęciem przez nią studiów.

## Medale Mistrzostw Polski
| Konkurencja               | Z 1982 | Z 1983 | Z 1984 | L 1984 | Z 1985 | L 1985 | Z 1986 | L 1986 | Z 1987 | L 1987 | Z 1988 | L 1988 | Z 1989 | L 1989 | Z 1990 | L 1990 |
| ------------------------- | ------ | ------ | ------ | ------ | ------ | ------ | ------ | ------ | ------ | ------ | ------ | ------ | ------ | ------ | ------ | ------ |
| 50 m stylem dowolnym      | brąz   | srebro | brąz   | złoto  | srebro | srebro |        |        |        |        |        |        |        |        |        |        |
| 100 m stylem dowolnym     | srebro | złoto  | srebro |        | srebro |        |        |        |        |        |        |        |        |        |        |        |
| 200 m stylem dowolnym     |        | złoto  |        | srebro | *      |        | złoto  |        |        |        |        |        |        |        |        |        |
| 400 m stylem dowolnym     |        |        |        |        |        |        | brąz   |        |        |        |        |        |        |        |        |        |
| 50 m stylem motylkowym    |        |        |        |        |        |        |        | *      | *      | srebro | złoto  | srebro |        |        | złoto  |        |
| 100 m stylem motylkowym   |        |        | srebro |        | srebro |        | srebro | brąz   | srebro |        |        | srebro |        |        |        |        |
| 200 m stylem motylkowym   |        |        |        |        |        | złoto  |        |        |        |        |        |        |        |        |        |        |
| 200 m stylem zmiennym     |        | złoto  | brąz   | złoto  | srebro | złoto  | srebro |        |        |        |        |        |        |        |        |        |
| 400 m stylem zmiennym     |        |        |        |        |        | srebro |        |        |        |        |        |        |        |        |        |        |
| 4 x 100 m stylem dowolnym |        |        |        |        |        |        |        |        |        |        | srebro | złoto  | brąz   | srebro | brąz   |        |
| 4 x 200 m stylem dowolnym |        |        |        |        |        |        |        |        |        | srebro | srebro | srebro |        | brąz   | srebro |        |
| 4 x 100 m stylem zmiennym |        |        |        |        |        |        |        |        |        |        | złoto  | złoto  |        |        | złoto  | brąz   |

Objaśnienia:
- Z - Zimowe Mistrzostwa Polski
- L - Letnie Mistrzostwa Polski
- * - Rekord Polski

## Rekordy Polski
- 57,99 s – 100 m stylem dowolnym ustanowiony w 1983 na Mistrzostwach Polski juniorów w Puławach
- 2 min 4,12 s – 200 m stylem dowolnym ustanowiony w 1985 na Zimowych Mistrzostwach Polski w Gdańsku
- 29,74 s – 50 m stylem motylkowym ustanowiony w 1986 na Letnich Mistrzostwach Polski w Mielcu
- 29,48 s – 50 m stylem motylkowym ustanowiony w 1987 na Zimowych Mistrzostwach Polski w Szczecinie

## Występy na imprezach międzynarodowych
- Mistrzostwa Europy Juniorów 1983
  - 8. miejsce w konkurencji 200 m stylem dowolnym
- Mistrzostwa Europy 1985
- Przyjaźń-84
  - 8. miejsce w konkurencji 400 m stylem dowolnym